# Turridrupa prestoni
Turridrupa prestoni é uma espécie de gastrópode do gênero Turridrupa, pertencente a família Turridae.